# Alejandro Gancedo (hijo)
Alejandro Gancedo (Ciudad de Santiago del Estero, 1888 - 1962) fue un abogado, escritor, diplomático, arqueólogo y político argentino.

## Trayectoria
Hijo del ingeniero Alejandro Gancedo, estudió en la Universidad de Buenos Aires, donde se doctoró en jurisprudencia y en diplomacia. Fue secretario de la embajada argentina en Suecia, organizador del Museo Politécnico de la ciudad de Córdoba, y secretario y abogado de los Ferrocarriles del Estado, seccional Norte.
En 1917 fue nombrado intendente de la capital santiagueña, período durante el cual logró la pavimentación de algunas cuadras de la ciudad e inauguró el Teatro 25 de Mayo y la Escuela del Centenario, además de iniciar las obras de la Escuela de Educación Técnica "Santiago Maradona" y los museos Arcaico —hoy Museo Arqueológico de Santiago del Estero— y de Arte Religioso de la capital.
En 1919 fue nombrado representante de la provincia de Santiago del Estero en Salta, y en 1922 fue elegido diputado nacional por su provincia natal. Instalado temporalmente en Buenos Aires, fue redactor del diario La Prensa, director del diario La Argentina y de la revista Lápiz Azul. En 1925 fundó la Empresa Periodística Gancedo.
En 1928 fue nombrado cónsul general de su país en Paraguay. Durante este período se dedicó más intensamente a la escritura y al periodismo, hasta que en 1940 fue nuevamente elegido diputado nacional.
Falleció en Santiago del Estero a los 73 años de edad.

## Obra escrita
- Juan Facundo Quiroga (1907)
- Crimen y herencia. Buenos Aires (1916)
- Política Municipal (dos tomos, 1918)
- Ferrocarriles del Estado (1923)
- Comprobación de las irregularidades en la administración de los Ferrocarriles del estado (1924)
- Ansiedad (1924)
- Puertos (1928)
- Socialización de fuentes hidrotermales (1937)
- Nosotros frente a la guerra (1942)
- La mina líquida (1950)
- Las areniscas de Mar del Plata (1950)
- El travertino en Roma (1950)
- El Apóstol XIII (1956)

## Publicaciones arqueológicas
- Hallazgo Arqueológico (s/f)
- Organización Política de los Diaguitas, en la Revista de la Universidad Nacional de Córdoba (1915)
- Arqueología del Valle de Famatina
- Santiago del Estero en la Época Prehispánica